# Maximilian Reimann
Maximilian Reimann (Oberhof, 7 maggio 1942) è un politico, giornalista e giurista svizzero.
Appartiene attualmente al partito Unione Democratica di Centro (in tedesco Schweizerische Volkspartei, SVP)

## Biografia
Reimann è cresciuto a Frick e ha frequentato il ginnasio a Aarau. Ha studiato diritto e scienze politiche all'Università di Zurigo e Ginevra. Nel 1970 ha concluso i suoi studi con la sua tesi di dottorato sulle "Funzioni consolari del Comitato Internazionale della Croce Rossa (ICRC) analoghe a quelle di una potenza protettrice al di fuori dei conflitti armati".
Durante i suoi studi ha lavorato come giornalista presso un'agenzia di stampa a Zurigo. Nel 1969 è stato delegato ICRC a Gaza/Sinai, tra 1970 e 1971 ha lavorato come giornalista nel settore informativo della televisione svizzera, come collaboratore esterno del settore sportivo e come presentatore fino alle elezioni del Consiglio Nazionale del 1987. Reimann è stato attivo politicamente per il Partito Popolare Democratico, tuttavia, dopo il mancato inserimento  nella lista delle elezioni del Consiglio Nazionale, ha abbandonato il partito e ha aderito al SVP. Tra il 1972 e il 1982 è stato direttore finanziario in una società di esportazione del settore metalmeccanico; dal 1982 ha lavorato come giurista e consulente finanziario.
Nell'esercito svizzero è stato il comandante del reparto stampa e radiocomunicazione. 
Reimann è zio del consigliere nazionale di San Gallo Lukas Reimann.

## Carriera politica
- 1978–85: è membro del consiglio comunale Gipf- Oberfrick
- 1987–95: è membro del consiglio nazionale  (Schweizerische Volkspartei)
- 1995: viene eletto nel consiglio municipale primo rappresentante del partito SVP del cantone di Argovia
- Dal 2000 è membro dell'assemblea parlamentare del Consiglio d'Europa e dal 2003 del consiglio parlamentare OSZE.
- Il 21 Ottobre 2007 otto candidati alle elezioni per entrambi i seggi di Argovia entrarono nel Consiglio degli Stati. Ottenne una maggioranza del 54,5 %